# Thom Bell
Thom Bell (26 de janeiro de 1943 – Bellingham, 22 de dezembro de 2022) foi um arranjador e produtor musical americano. Nascido na Jamaica em 1941, ele mudou-se ainda criança para a Filadélfia (Estados Unidos), onde transformou-se no principal arquiteto da Philadelphia soul, subgênero da soul music norte-americana nos anos setenta e uma das vertentes mais populares e influentes daquela época.

## Biografia
Bell estudou piano clássico quando jovem e entrou no grupo hamônico The Romeos, em 1959. Aos 19 anos, trabalhava como compositor e arranjador filho favorito da Filadélfia, Chubby Checker. Logo depois, Bell assinou com a Cameo Records, onde se tornou pianista de estúdio. Seu primeiro trabalho foi como o grupo de soul Delfonics. Quando seu gerente Stan Watson fundou a gravadora  Philly Groove, em 1968, Bell tornou-se produtor, guiando clássicos dos Delfonics como "La La Means I Love You" (1968) e "Didn't I Blow Your Mind This Time" (1970). O trabalho de Bell com os Delfonics tornou-se imediatamente reconhecido, por sua delicadeza e doçura de suas composições e arranjos.
Em 1971, ele fundou seu próprio selo musical, a Philadelphia International Records (PRI), onde o estilo Philly Soul rapidamente tomou forma. No ano seguinte, Bell deixou de produzir para os Delfonics e assumiu os Stylistics. Ele formou com Linda Creed uma das duplas  de compositores mais importantes da história da música norte-americana, marcada por letras e arranjos imortalizados pelos falsetes do vocalista Russell Thompkins Jr, como "Stop, Look and Listen (To You Heart)", "You Are Everything", "Betcha by Golly Wow!" "Break Up To Make Up" e "You Make Me Feel Brand New". 
Em 1975, Bell produziu um álbum com Dionne Warwick chamado Track of the Cat , um ano depois que ele a juntou aos Spinners na música "Then Came You", que liderou a Billboard Hot 100 e alcançou o segundo lugar na parada de R&B. Ele também trabalhou com artistas como, Billy Paul , Ronnie Dyson, Little Anthony & The Imperials e New York City em meados da década de 1970, mas geralmente com menos apelo comercial.
Posteriormente, Bell teve sucesso com Deniece Williams , incluindo seu remake de R&B # 1 e Top 10 de The Royalettes ' " It's Gonna Take a Miracle " em 1982; James Ingram com " I Don't Have the Heart " em 1990 (o segundo hit pop nº 1 de Bell); e Elton John , cujo EP, The Thom Bell Sessions , contou com o apoio dos Spinners e produziu o hit Top 10, "Mama Can't Buy You Love", em 1979. Outros artistas que Bell produziu na década de 1980 incluem The Temptations , Phyllis Hyman , Dee Dee Bridgwater, e ele até se reuniu brevemente com o Stylistics em 1981 na subsidiária da Philadelphia International, TSOP.
Foi agraciado com o Grammy de melhor produtor musical na 17.ª edição do evento.
Bell ainda produziu para artistas como Johnny Mathis e os grupos The Spinners e The O'Jays. Mas nas décadas seguintes, o compositor e arranjador desapareceria de cena, produzindo poucos trabalhos.
Morreu em 22 de dezembro de 2022, aos 79 anos de idade, em Bellingham. A causa da morte não foi divulgada.

## Produção e Composição
- 1965: "Pass Me By" – Hattie Winston
- 1968: "La-La (Means I Love You)" – The Delfonics
- 1970: "Didn't I (Blow Your Mind This Time)" – The Delfonics
- 1971: "Hey Love" – The Delfonics
- 1971: "Stop, Look, Listen (To Your Heart)" – The Stylistics
- 1971: "You Are Everything" – The Stylistics
- 1972: "People Make the World Go Round" – The Stylistics
- 1972: "Betcha by Golly, Wow!" – The Stylistics
- 1972: "I'm Stone in Love with You" – The Stylistics
- 1972: "I'll Be Around" – The Spinners
- 1972: "Could It Be I'm Falling in Love" – The Spinners
- 1973: "I'm Doing Fine Now" – New York City
- 1973: "One of a Kind (Love Affair)" – The Spinners
- 1973: "Ghetto Child" – The Spinners
- 1973: "Break Up to Make Up" – The Stylistics
- 1973: "Rockin' Roll Baby" – The Stylistics
- 1974: "You Make Me Feel Brand New" – The Stylistics
- 1974: "Mighty Love (Part I)" – The Spinners
- 1974: "Then Came You" – The Spinners (with Dionne Warwick)
- 1975: "They Just Can't Stop It the (Games People Play)" – The Spinners
- 1976: "The Rubberband Man" – The Spinners
- 1979: "Are You Ready for Love" – Elton John (with the Spinners)
- 1979: "Mama Can't Buy You Love" – Elton John
- 1980: Dee Dee Bridgewater
- 1981: "Silly" – Deniece Williams
- 1982: "It's Gonna Take a Miracle" – Deniece Williams
- 1990: "I Don't Have the Heart" – James Ingram